# Ringstraße 3–11 / Wilsdruffer Straße 3–7

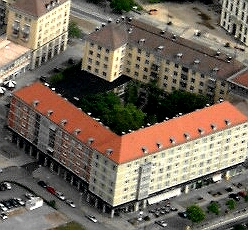
Wilsdruffer Straße 3–7 (oben, von rechts), Ringstraße 3–11 (L-förmiger unterer Bau)

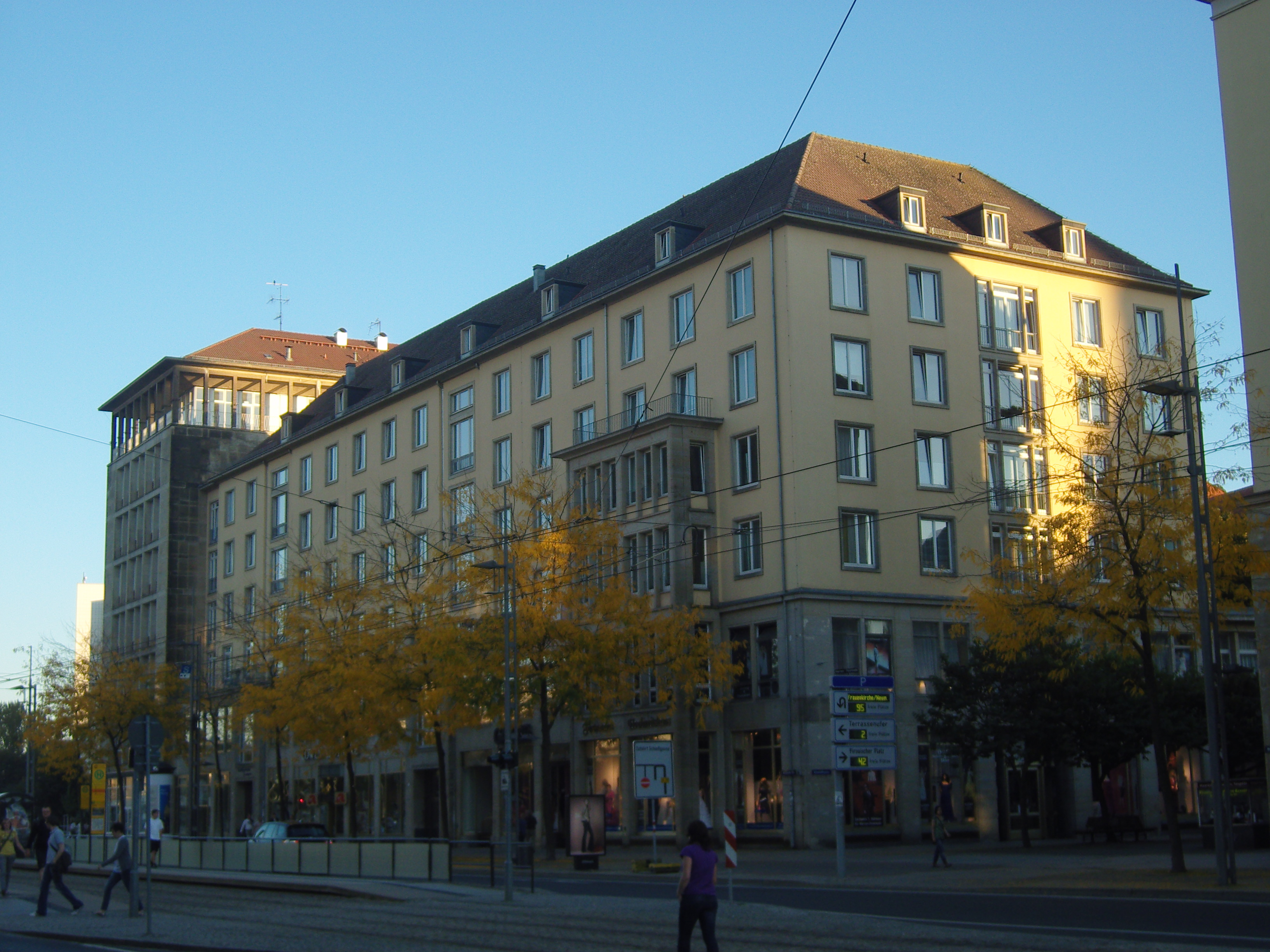
Wilsdruffer Straße 3–7

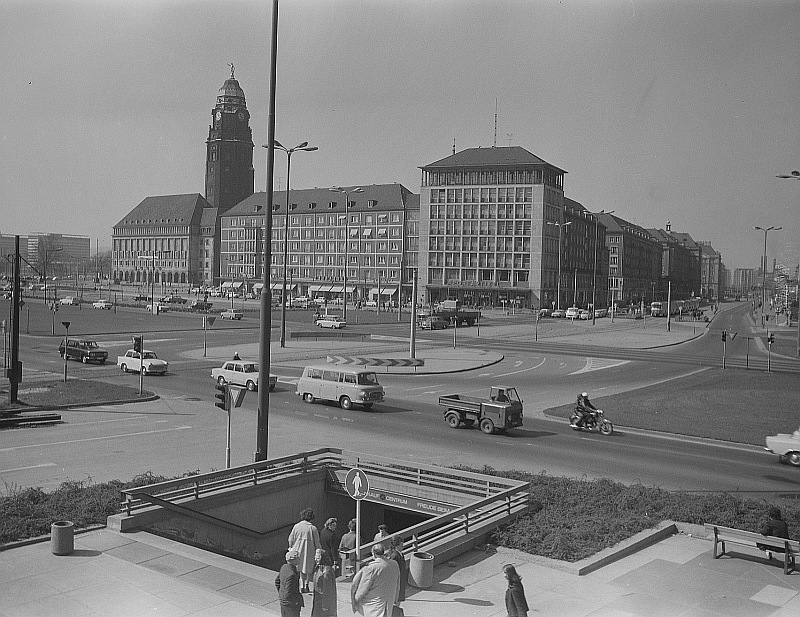
Blick über den Pirnaischen Platz in Richtung Neues Rathaus in den 1970er Jahren. In der Bildmitte die Wohn- und Geschäftshäuser Ringstraße 3, 5, 7, 9 und 11 und Wilsdruffer Straße (ehemals Ernst-Thälmann-Straße) 3, 5 und 7.

Die Ringstraße 3–11 / Wilsdruffer Straße 3–7 ist ein denkmalgeschützter Gebäudekomplex in Dresden.

## Beschreibung
Die Wohn- und Geschäftshäuser Ringstraße 3–11 / Wilsdruffer Straße 3–7 wurden von 1958 bis 1961 errichtet. Der städtebauliche Entwurf wurde von Herbert Schneider und Kollektiv erstellt, die Entwürfe für den Hochbau von den Architekten Herbert Terpitz, Heinz Mersiowsky und Manfred Arlt. Für den Entwurf der Innengestaltung war Hans Klötzel zuständig. Die fünf- und sechsgeschossige Bebauung ist „raumbildend zum Rathausvorplatz und nach dem Ring“. Das Gebäude wurde in „traditioneller Bauweise“ mit „Sandstein-Putzfassade“ errichtet. Herausragender Teil ist das zum Pirnaischen Platz zeigende Haus Wilsdruffer Straße 3.